# Fear Factory
Fear Factory (з англ. Фабрика страху) — американський метал-гурт із Лос-Анджелеса, що виконує музику в стилях індастріал-метал та дез-метал. Один із перших гуртів, що поєднав у своїй музиці дез-метал з електронною музикою та рейвом.

## Історія гурту
Коли наприкінці 80-х почав розхитуватися бар'єр між важким металом і електронікою, Fear Factory приєдналися до процесу одними з перших. Музикантів однаково приваблювали як гучний, нищівно інтенсивний death-metal, і холодна жорсткість електронних стилів. Обидві крайнощі чудово сплавилися під їх натиском. Завдяки цьому слухняному гібриду Fear Factory змогли прокричати світові про свій песимістичний погляд на сучасне суспільство, недовіру до технічного прогресу та скептицизм щодо нашого спільного майбутнього. Конфлікт людини й машини, природи та світу розваг — ось джерела натхнення цієї унікальної команди.
Гурт Fear Factory з'явилася в 1990 році в Лос-Анджелесі. Вона об'єднала трьох ентузіастів зі скромним музичним досвідом. За стійкою мікрофона був Бартон Сі Белл (Burton C. Bell, колишній учасник Hate Face), за барабани і перкусію відповідав Раймонд Херрера (Raymond Herrera), а гітарою орудував Діно Касарес (Dino Cazares), що грав до цього в гурті Douche Lord. Смаки і вокальна манера Бартона формувалися під впливом таких голосистих персонажів, як Кріс Корнелл (Chris Cornell) з гурту Soundgarden, Ендрю Елдрідж (Andrew Eldridge) з Sisters of Mercy, Уейн Хассі (Wayne Hussey) з команди The Mission UK. Трохи освоївшись на лос-анджелеській метал-сцені, де на Fear Factory дуже довго дивилися зверхньо, вони записали два треки для компіляції «LA Death Metal». З 10-15-ю живими концертами і трьома демозаписами вони виглядали безпардонними вискочками. А тим часом рекординговий контракт був майже в них у кишені.
У 1992 році Fear Factory почали співпрацювати з лейблом Roadrunner Records і підготували дебютний альбом «Soul of a New Machine». У студійних сесіях брав участь новий бас-гітарист Ендрю Шівз (Andrew Shives), який пізніше вирушив з гуртом у промо-тур, що дозволило Касаресу під час живих шоу зосередитися цілком на гітарі. Назва альбому «Soul of a New Machine» — відгомін тих проблем, які стануть центральними для Fear Factory протягом всієї їхньої кар'єри. «Нас завжди розбурхували науково-фантастичні фільми типу „Blade Runner“, — розповідає Діно Касарес. — Існує маса різних апаратів і технологій, про які ми говоримо: корпоративні машини, урядовий апарат, соціальні технології і так далі».
У 1993 році Fear Factory підготували ЕР «Fear Is the Mind Killer». Хоча гурту було всього два роки від народження, музикантам вже не терпілося вносити якісь зміни, освіжати й оновлювати саунд. Судячи з «Fear Is the Mind Killer», їх цікавили можливості електронної обробки їх музики. Свої композиції вони довірили досвідченим реміксмейкерам Рису Фалберу (Rhys Fulber) та Біллу либу (Bill Leeb) з гурту Front Line Assembly. На цьому записі дебютував і новий клавішник Рейнор Дієго (Reynor Diego), який разом з Фалбером стане концертним клавішником команди.
У 1994 році басиста Шівза звільнили від займаної посади, а на його місце взяли Крістіана Олда Уолберса (Christian Olde Wolbers), продюсера, аранжувальника, гітариста і композитора в одній особі. Саме його бас-гітара звучить на записаному в 1995 році повноформатному альбомі «Demanufacture». Про те, яке враження справила ця робота у момент появи, одні з рецензентів написав так: «Ще кілька років тому неможливо було уявити, що хеві-метал коли-небудь стане об'єктом для експериментів, що до монструозних важких рифів додасться маневровість техно і денс- музики. Замість того щоб повторювати завчені кліше, як це робить більшість метал-гуртів, Fear Factory виводять геві-метал на новий рівень». Новаторство музикантів оцінили не лише критики, а й шанувальники важкого року, колеги по цеху. Fear Factory були запрошені грати у найпершому турі фестивалю Ozzfest, з яким вони проїхались Америкою. Згодом перетнули Атлантичний океан і відіграли серію блискучих концертів на розігріві у возз'єднаних Black Sabbath.
У 1996 році штатний склад команди змінився ще раз. Пішов Рейнора Дієго, його замінив новий клавішник Стів Тушар (Steve Tushar). А через рік музиканти представили нову роботу — альбом реміксів «Remanufacture (Cloning Technology)». Першопрохідцями вони виявилися й тут. Проводити такі експерименти на матеріалі цілого альбому, піддаючи його повній реміксерській переробці до них ще ніхто не наважувався. Цього разу вони скористалися талантами цілого ряду електронних музикантів, у тому числі й фахівців з техно. І самі, звичайно, взяли посильну участь у створенні реміксів.
Музичною моногамією учасники Fear Factory ніколи не страждали. Так що з самого початку періодично відволікалися на паралельні проєкти, створювали гурт на стороні, допомагали колегам по цеху під час студійних сесій. З найцікавіших проєктів можна відзначити створений Касарес і Герреро гурт Brujeria. Касарес знаходив час і для команди Nailbomb, а Бартон Белл брав участь у сесіях G / Z / R.
У 1998 році Fear Factory заступили на чергову студійну вахту і підготували третій лонг-плей «Obsolete». Хоча спеціально такої мети вони не ставили, але зі своїм відпрацьованим фірмовим стилем опинилися якраз до речі на розквітаючій сцені альтернативного металу. Промацуючи незнайому для себе звукову фактуру, вони вводили нові елементи дуже акуратно, грамотно розпорядившись застосуванням струнного гурту. Особливо цікавим вийшов вступний трек, у якому роботизований діалог хресного батька індастріалу Гарі Ньюмана (Gary Numan) був прописаний поверх кілька старомодних барабанів, що створювало ефектну напружену атмосферу. У цьому альбомі був представлений найбільш розкручений сингл у кар'єрі гурту, трек «Cars», фіналіст першої двадцятки рок-чарту. Як наслідок, диску «Obsolete» судилося стати одним з найуспішніших релізів FF, який пробився в Тор-100 американського поп-чарта.
Репутацію актуальної та затребуваної команди Fear Factory підтримували, регулярно беручи участь в написанні саундтреків та заводячи публіку на найвідоміших рок-фестивалях. У 1999 році вони ще раз вирушили в тур разом з іншими учасниками фестивалю Ozzfest.
Наступний альбом Fear Factory «Digimortal» вийшов в 2001 році й сягнув у поп-чарті до 32 рядка, що було зовсім непогано, хоча і не йшло у порівняння з успіхом «Obsolete». Зате в рейтингу незалежних альбомів диск став хітом # 1. Матеріал альбому відрізнявся більш продуманими і гармонійними аранжуваннями, при тому, що всі пісні в середньому стали коротшими, компактнішими. Ідея альбому «Digimortal», за словами Касарес, полягала в тому, що людина і машина перестали протистояти один одному, усвідомивши, що вони — одне ціле і не можуть існувати один без одного. «'Digimortal' — це скорочене від „digital mortality“, тобто цифрове людство, — говорить Касарес. — Це той світ, у якому ми можемо жити разом, світ, схожий на 'Матрицю'».
Наприкінці 2001-го року вокаліст Бартон Белл вирішив розпрощатися з командою. Причиною звільнення була драматична відмінність характерів і творчі розбіжності з Діно Касарес. Продовжувати без Бартона жоден учасник не хотів. Тим паче що компанія Roadrunner розірвала контракт з гуртом. Музиканти погодилися наостанок записати разом з Бартоном ще одну нову пісню, яку включили до трек-листу нового альбому «Concrete» (2002 рік). Насправді, це був якраз найстарший з дисків гурту — їх найперший професійний демо-запис, який до цього ніколи раніше не видавався. Перший продюсерський досвід тоді ще молодого Росса Робінсона (Ross Robinson), «Concrete» помітно відрізнявся від офіційного дебюту «Soul of a New Machine», що приніс їм популярність.
Хоча майбутнє Fear Factory здавалося абсолютно невизначеним, кілька кадрових перестановок допомогли залагодити всі проблеми. Басист Уолберс перекваліфікувався у гітариста, а в студію запросили колишнього басиста Strapping Young Lad і давнього друга Fear Factory Байрона Страуд (Byron Stroud). Белл люб'язно погодився не відколюватися від колективу. Таким чином Fear Factory щасливо продовжували далі — але вже без Касарес. Альбом «Archetype», виданий на початку 2004 року, — результат цього творчого консенсусу. Досить агресивний матеріал цього запису балансує між механічною перкусією і опуклими гітарами, між вкрадливими клавішами і контрастними вокальними обертонами. Викликає захоплення ритм-секція. Самі музиканти прекрасно розуміють, що половина успіху Fear Factory — заслуга віртуоза Раймонда Геррери. За якістю «Archetype» не поступається найкращим роботам у кар'єрі гурту. Тор 30 в рейтингу Billboard 200 — найприцільніше попадання в чартах за всю 14-річну історію цієї озвученої «боротьби людини і машини».
Назва альбому для гурту є символічною. «Що таке архетип? — Міркує Бартон Белл. — Це початкова модель, що є зразком для всього іншого. Fear Factory, по-моєму, і є така модель. Послухайте „Archetype“, і ви зрозумієте, звідки взялися багато хто і багато яких гуртів» .

## Склад гурту
- Бартон Сі Белл (Burton C. Bell) — вокал
- Крістіан Олде Волберс (Christian Olde Wolbers) — бас-гітара (1994—2002), гітара (з 2004)
- Бірон Страуд (Byron Stroud) — бас-гітара
- Реймонд Геррера (Raymond Herrera) — ударні

## Колишні учасники
- Джон Бехдель (John Bechdel) — клавішні на Digimortal
- Діно Касарес (Dino Cazares) — гітара (1991—2002)
- Ендрю Шівес (Andrew Shives) — бас-гітара (1991—1994)
- Дейв Ґібні (Dave Gibney) — бас-гітара (1990—1991) — вокал [вступ в «Big God/Raped Souls», Concrete]

## Дискографія
Студійні альбоми
- Concrete (записаний Россом Робінсоном (Ross Robinson) в 1991, виданий на КД в 2002)
- Soul of a New Machine (1992, перевиданий в 2004)
- Demanufacture (1995, перевиданий у 2005)
- Obsolete (1998)
- Digimortal (2001)
- Archetype (2004)
- Transgression (2005)
- Mechanize (2010)
- The Industrialist (2012)
- Genexus (2015)
- Aggression Continuum (2021)

Міні-альбоми
- Fear Is the Mindkiller (1993, перевиданий в 2004)
- Burn (1997)
- The Gabber Mixes (1997)
- Resurrection (1998)
- Live on the Sunset Strip (2008)

Компіляції/Живі альбоми/Ремікси
- Remanufacture — Cloning Technology (1997, перевиданий в 2005)
- Hatefiles (2003)

## Відеографія
- «Replica» 1995
- «Resurrection» 1999
- «Cars» 1999
- «Linchpin» 2002
- «Cyberwaste» 2004
- «Archetype» 2004
- «Bite the Hand That Bleeds» 2004
- «Transgression» 2006
- «Moment of Impact» 2006
- «Fear Campaign» 2010
- «Powershifter» 2010
- «The Industrialist» 2012